# David Walker (Bischof)

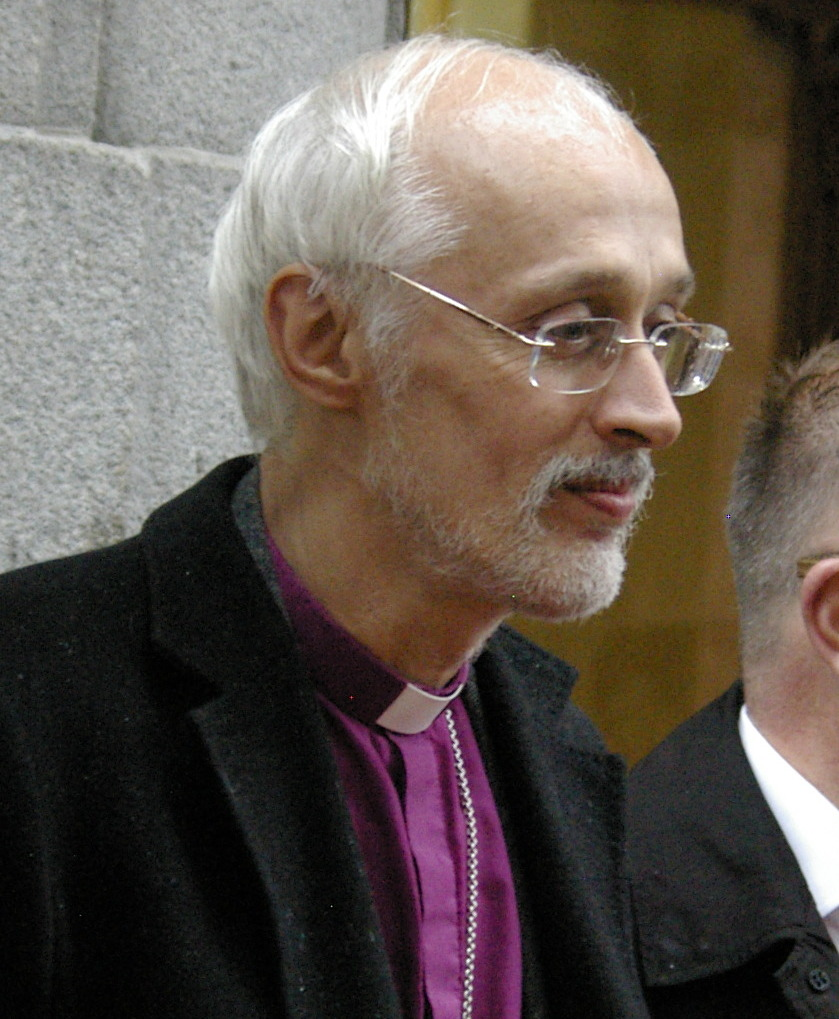
David Walker, 2014

David Stuart Walker (* 30. Mai 1957) ist ein britischer anglikanischer Theologe. Er ist seit 2013 Bischof der Diözese Manchester in der Church of England.
Walker besuchte die Manchester Grammar School. 1975 nahm er an Internationalen Mathematik-Olympiade teil und gewann eine Bronzemedaille. Er studierte am King’s College der University of Cambridge. Dort schloss er 1981 mit einem Master of Arts ab. Weitere Studien in Theologie erfolgten am Queen’s College der University of Birmingham. 1983 wurde er zum Diakon geweiht. Seine Priesterlaufbahn begann er von 1983 bis 1986 als Vikar (Curate) an der St Mary Church in Handsworth, einem Vorort von Sheffield, in der Grafschaft South Yorkshire. Von 1986 bis 1991 war er Pfarrer (Team Vicar) und Werkskaplan (Industrial Chaplain) beim Maltby Team Ministry in Sheffield. Von 1991 bis 1995 war er Pfarrer in Bramley und Ravenfield (Vicar of Bramley and Ravenfield), zwei Gemeinden in der Nähe von Sheffield. Ab dem Jahr 1995 wurde seine Zuständigkeit auf die Kirchengemeinden in Hooton Roberts und Braithwell erweitert (Team Rector of Bramley and Ravenfield with Hooton Roberts and Braithwell). 2000 wurde er Ehrenkanoniker (Honorary Canon; Domherr) an der Sheffield Cathedral. Seit 2000 war er als „Bischof von Dudley“ Suffraganbischof in der Diözese Worcester in der Church of England.
Im Juni 2013 wurde seine Ernennung zum Bischof von Manchester bekanntgegeben. Er wurde Nachfolger von Nigel McCulloch, der am 17. Januar 2013 in Ruhestand getreten war. Am 7. Oktober 2013 wurde seine Wahl im Rahmen eines Gottesdienstes im York Minster von John Sentamu, dem Erzbischof von York, formell bestätigt (Confirmation of Election). Seine feierliche Amtseinführung und Inthronisation fand am 19. Oktober 2013 in der Manchester Cathedral statt.
David Walker ist verheiratet. Mit seiner Ehefrau Sue hat er zwei gemeinsame Kinder. Zu seinen Interessengebieten gehören Politik, Cricket, Wandern, mathematische Rätsel, Lesen und Kommunikationswissenschaft.